# .ir
A .ir Irán internetes legfelső szintű tartomány kódja, melyet 1994-ben hoztak létre. A Teoretikus Fizika és Matematika Tanintézet irányítása alatt működik.